# Mohadese Mirzaee
Mohadese Mirzaee (Afganistán, 1998) es una piloto afgana, que se convirtió en la primera mujer en pilotar un avión comercial en Afganistán.

## Trayectoria
Mohadese Mirzaee estudió en Canadá, donde tuvo que trabajar como cajera y empleada doméstica para pagar sus lecciones de vuelo. En septiembre de 2020 se convirtió en piloto de aerolínea. Cuando regresó a Afganistán, tuvo dificultades para encontrar trabajo.
En septiembre de 2020, se convirtió en la primera piloto comercial de Afganistán al ser contratada por Kam Air, y pilotó vuelos a Turquía, Arabia Saudita e India. El 24 de febrero de 2021, pilotó un Boeing 737 de Kam Air, en el primer vuelo afgano con una tripulación compuesta exclusivamente de mujeres.
Cuando los talibanes regresaron al poder en Afganistán, ella abandonó el país como pasajera de un avión. Se refugió en Bulgaria, con la intención de volver a volar. Su madre y su hermana se refugiaron en Albania.

## Reconocimientos
En 2021, fue incluida en la lista de las 100 mujeres más influyentes según la BBC por su lucha por la igualdad entre hombres y mujeres.